# Aveiro, Pará
Aveiro là một đô thị thuộc bang Pará, Brasil. Đô thị này có diện tích 17074,29 km², dân số năm 2007 là 18484 người, mật độ 1,08 người/km².